# Pierluigi Copercini
Pierluigi Copercini (Fontanellato, 12 gennaio 1945 – San Teodoro, 3 settembre 2013) è stato un politico italiano.

## Biografia
Alle elezioni politiche del 1994 è eletto al Senato con la Lega Nord.
Candidato presidente dell'Emilia-Romagna alle elezioni regionali del 1995 con il sostegno della sola Lega Nord, ottenne il 3,84% senza nemmeno entrare in consiglio regionale.
Alle elezioni politiche del 1996 é invece eletto alla Camera.
Morì annegato durante un'immersione di snorkeling a San Teodoro, dove si trovava in vacanza con la moglie e degli amici il 3 settembre 2013.